# Revolta Budista

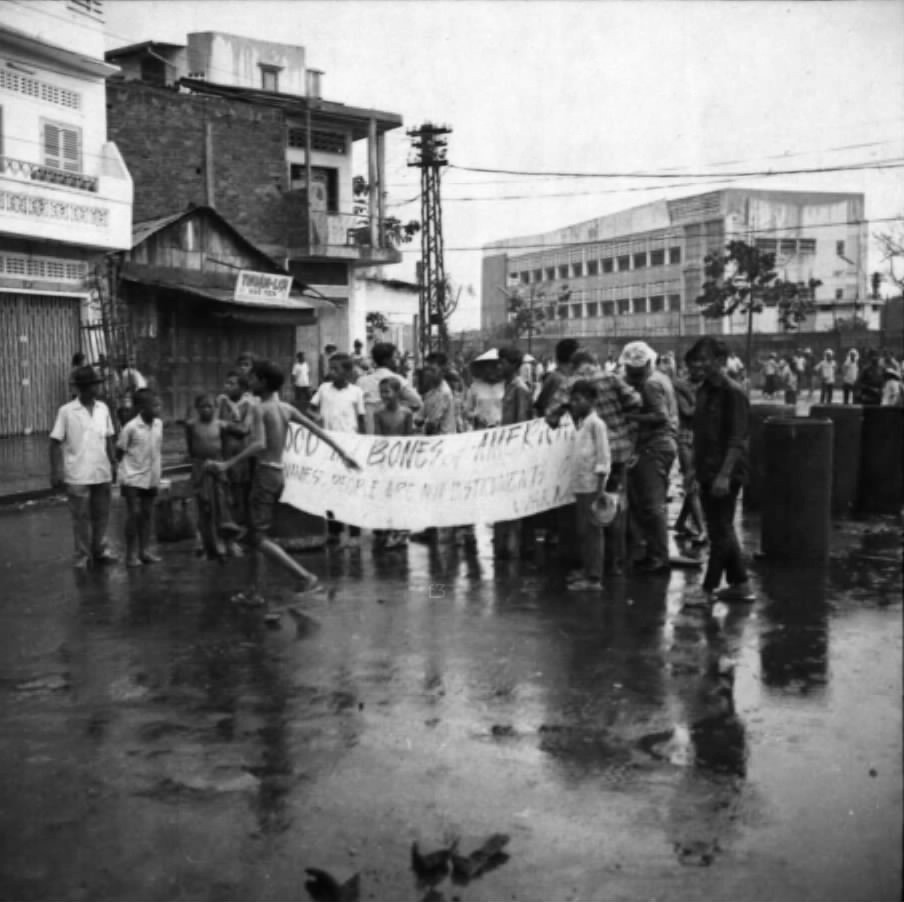
Uma manifestação de budistas em Saigon em 1966.

A Revolta Budista de 1966 (vietnamita: Nổi dậy Phật giáo 1966), ou mais amplamente conhecida no Vietnã como a Crise no Vietnã Central (vietnamita: Biến động Miền Trung), foi um período de agitação civil e militar no Vietnã do Sul, em grande parte concentrada na área do I Corpo no norte do país, no centro do Vietnã. A área é um coração do budismo vietnamita e, na época, monges budistas ativistas e civis estavam na vanguarda da oposição a uma série de juntas militares que vinham governando o país, além de questionar proeminentemente a escalada da Guerra do Vietnã.
Durante o governo do católico Ngô Đình Diệm, a discriminação contra a população budista majoritária gerou o crescimento das instituições budistas que buscavam participar da política nacional e obter um melhor tratamento. Em 1965, após uma série de golpes militares que se seguiram à queda do regime de Diệm em 1963, o marechal do ar Nguyễn Cao Kỳ e o general Nguyễn Văn Thiệu finalmente estabeleceram uma junta estável, ocupando os cargos de primeiro-ministro e chefe de Estado, respectivamente. O regime de Kỳ-Thiệu foi inicialmente quase um sistema feudal, sendo mais uma aliança de senhores da guerra do que um estado, já que cada comandante de corpo governava sua área como seu próprio feudo, entregando alguns dos impostos que arrecadavam ao governo em Saigon e mantendo o resto para si. Durante esse tempo, a suspeita e a tensão continuaram entre as facções budistas e católicas na sociedade vietnamita.
O fator religioso combinado com uma luta pelo poder entre Kỳ e o general Nguyễn Chánh Thi, o comandante do I Corpo, um local budista da região e popular na área. Thi era um oficial de temperamento forte, considerado um comandante capaz, e Kỳ o via como uma ameaça, assim como outros dentro da junta. Em fevereiro de 1966, Kỳ participou de uma cúpula em Honolulu, onde se convenceu de que agora tinha apoio americano para se mover contra Thi, o mais forte e capaz dos comandantes do corpo.  Em março de 1966, Kỳ demitiu Thi e ordenou que ele se exilasse nos Estados Unidos sob o falso pretexto de tratamento médico. Isso levou civis e algumas unidades do I Corpo a lançar protestos civis generalizados contra o regime de Kỳ e interromper as operações militares contra os vietcongues. Kỳ apostou em permitir que Thi retornasse ao I Corpo antes de partir para os EUA, mas a chegada do general à sua área natal apenas alimentou o sentimento anti-Kỳ. Os ativistas budistas, estudantes e partidários do exército se uniram ao "Movimento de Luta", pedindo o retorno ao governo civil e eleições. Enquanto isso, Thi ficou no I Corpo e não saiu; greves e protestos interromperam a atividade civil na área, estações de rádio do governo foram tomadas e usadas para campanhas anti-Kỳ, e as operações militares cessaram. Os distúrbios também se espalharam para a capital Saigon e outras cidades mais ao sul.
No início de abril, Kỳ decidiu se mudar. Ele declarou que Da Nang, o principal centro do I Corpo, estava sob controle comunista e prometeu publicamente matar o prefeito, que havia expressado apoio ao Movimento de Luta. Kỳ moveu forças militares para a cidade e viajou para lá para se preparar para um ataque, mas teve que se retirar e então iniciar discussões com líderes budistas, pois era óbvio que ele não era forte o suficiente para esmagar a oposição. Enquanto isso, ele demitiu o sucessor de Thi, Nguyễn Văn Chuân, porque ele queria uma tentativa mais firme de recuperar o controle, e nomeou Tôn Thất Đính para substituí-lo. Đính alegou ter acalmado a situação, mas Kỳ viu a situação como apaziguamento, e em 15 de maio, suas forças expulsaram Đính e assumiram o controle. Durante o mês anterior, as forças americanas também se envolveram no impasse, e o Movimento de Luta viu sua participação como tendenciosa em relação a Kỳ, levando a alguns confrontos tensos.
Na segunda quinzena de maio, as forças de Kỳ começaram a forçar a questão e gradualmente desgastaram o Movimento de Luta à medida que as forças rebeldes do I Corpo estavam desgastadas, apesar de algumas objeções americanas de que seus ataques agressivos tinham o potencial de causar muitos danos colaterais. Em um determinado momento, as forças de Kỳ acabaram em uma escaramuça com as forças americanas e, mais tarde, os americanos estavam no meio de um impasse entre as facções vietnamitas sobre uma ponte minada. À medida que as forças de Kỳ retomaram Da Nang e Huế em combates de rua, os partidários do Movimento de Luta viram a intervenção americana como sendo pró-Kỳ, e distúrbios anti-EUA resultaram em alguns edifícios americanos incendiados. O triunfo de Kỳ acabou com a influência do movimento budista na política, e ele confinou seu líder Thích Trí Quang em prisão domiciliar posteriormente, enquanto Thi partiu para os Estados Unidos.